# Еквалайзер
Еквалайзер или тонкоректор е електронно устройство, предназначено за регулиране на силата на определени диапазони от честотния спектър на възпроизвеждания звук.

## Видове
- Графичен – нивата на честотните ленти се регулират с помощта на плъзгачи, които визуално описват кривата на тонкорекцията.
- Параметричен – централната честота на отделните честотни ленти може да бъде регулирана с отделен потенциометър. В някои параметрични еквалайзери регулируем е и Q-факторът на филтъра, определящ ширината на честотната лента.
- Параграфичен – съчетание на горните два, графичен еквалайзер с параметричен контрол върху честотните ленти.

Понеже многоканалните параметрични и параграфични еквалайзери, макар и с прост принцип на действие, включват голям брой части и са сложни и скъпи за изработка, те се срещат рядко във вид на аналогово устройство и много по-често във вид на софтуерен аудио плъгин.